# 2015年アメリカ合衆国週末興行成績1位の映画一覧
本項目は、2015年のアメリカ合衆国での週末興行成績1位の映画の一覧を記す。
| #  | 日付           | 邦題/原題                                                                        | 興業収入 ($) | 備考 |
| -- | -------------- | -------------------------------------------------------------------------------- | ------------ | --- |
| 1  | 2015年1月4日   | ホビット 決戦のゆくえ The Hobbit: The Battle of the Five Armies                  | $21,732,090  | |
| 2  | 2015年1月11日  | 96時間/レクイエム Taken 3                                                        | $39,201,657  | |
| 3  | 2015年1月18日  | アメリカン・スナイパー American Sniper                                           | $89,269,066  | - 同作品は公開3週目にして1位となった。 - 同作品は2014年に『ライド・アロング〜相棒見習い〜』が記録した、 1月の最高初動成績を破り、歴代1位となった。 |
| 4  | 2015年1月25日  | アメリカン・スナイパー American Sniper                                           | $64,628,304  | - 同作品は2011年の『ハングオーバー!! 史上最悪の二日酔い、国境を越える』を抜き、 R-指定作品としては最大の拡大公開数を記録した。 - 同作品は2004年に『パッション』が記録した、 R-指定作品による公開2週目での最高興業成績を破り、歴代1位となった。                  |
| 5  | 2015年2月1日   | アメリカン・スナイパー American Sniper                                           | $30,660,528  | 同作品は2015年初の3週連続1位を記録した。 |
| 6  | 2015年2月8日   | スポンジ・ボブ 海のみんなが世界を救Woo! The SpongeBob Movie: Sponge Out of Water | $55,365,012  | |
| 7  | 2015年2月15日  | フィフティ・シェイズ・オブ・グレイ Fifty Shades of Grey                          | $85,171,450  | - 同作品は2004年に『パッション』が記録した、 2月の最高初動成績を破り、歴代1位となった。 - 同作品は2010年に『バレンタインデー』が記録した、 ワシントン誕生日週の最高興業成績を破り、歴代1位となった。                                                            |
| 8  | 2015年2月22日  | フィフティ・シェイズ・オブ・グレイ Fifty Shades of Grey                          | $22,259,030  | |
| 9  | 2015年3月1日   | フォーカス Focus                                                                 | $18,685,137  | |
| 10 | 2015年3月8日   | チャッピー Chappie                                                               | $13,346,782  | |
| 11 | 2015年3月15日  | シンデレラ Cinderella                                                            | $67,877,361  | |
| 12 | 2015年3月22日  | ダイバージェントNEO The Divergent Series: Insurgent                              | $52,263,680  | |
| 13 | 2015年3月29日  | ホーム 宇宙人ブーヴのゆかいな大冒険 Home                                         | $52,107,731  | |
| 14 | 2015年4月5日   | ワイルド・スピード SKY MISSION Furious 7                                         | $147,187,040 | 同作品は2014年に『キャプテン・アメリカ/ウィンター・ソルジャー』が記録した、 4月の最高初動成績を破り、歴代1位となった。 |
| 15 | 2015年4月12日  | ワイルド・スピード SKY MISSION Furious 7                                         | $59,585,930  | |
| 16 | 2015年4月19日  | ワイルド・スピード SKY MISSION Furious 7                                         | $29,156,595  | |
| 17 | 2015年4月26日  | ワイルド・スピード SKY MISSION Furious 7                                         | $17,821,440  | 同作品は2011年の『ハンガー・ゲーム』以来となる4週連続1位を記録した。 |
| 18 | 2015年5月3日   | アベンジャーズ/エイジ・オブ・ウルトロン Avengers: Age of Ultron                  | $191,271,109 | |
| 19 | 2015年5月10日  | アベンジャーズ/エイジ・オブ・ウルトロン Avengers: Age of Ultron                  | $77,746,929  | |
| 20 | 2015年5月17日  | ピッチ・パーフェクト2 Pitch Perfect 2                                            | $69,216,890  | 同作品は2008年に『ハイスクール・ミュージカル/ザ・ムービー』が記録した、 ミュージカル作品の最高初動成績を破り、歴代1位となった。 |
| 21 | 2015年5月24日  | トゥモローランド Tomorrowland                                                    | $33,028,165  | |
| 22 | 2015年5月31日  | カリフォルニア・ダウン San Andreas                                               | $54,588,173  | |
| 23 | 2015年6月7日   | SPY/スパイ Spy                                                                   | $48,002,523  | |
| 24 | 2015年6月14日  | ジュラシック・ワールド Jurassic World                                            | $208,806,270 | - 同作品は2013年に『マン・オブ・スティール』が記録した、 6月の最高初動成績を破り、歴代1位となった。 - 同作品は2012年に『アベンジャーズ』が記録した、 3D作品による最高初動成績を破り、歴代1位となった。 - 同作品は現在、2015年の最高初動成績を記録している。     |
| 25 | 2015年6月21日  | ジュラシック・ワールド Jurassic World                                            | $106,588,440 | - 同作品は2012年に『アベンジャーズ』が記録した、 公開2週目での最高興業成績を破り、歴代1位となった。 - 初週2位の『インサイド・ヘッド』はピクサー・アニメーション・スタジオ作品としては、 初となる初週1位を逃した作品となった。                                   |
| 26 | 2015年6月28日  | ジュラシック・ワールド Jurassic World                                            | $54,532,615  | |
| 27 | 2015年7月5日   | インサイド・ヘッド Inside Out                                                    | $29,771,224  | 同作品は公開3週目にして1位となった。 |
| 28 | 2015年7月12日  | ミニオンズ Minions                                                               | $115,718,405 | 同作品は2010年に『トイ・ストーリー3』が記録した、 アニメーション映画での初日最高初動成績を破り、歴代1位となった。 |
| 29 | 2015年7月19日  | アントマン Ant-Man                                                               | $57,225,526  | |
| 30 | 2015年7月26日  | アントマン Ant-Man                                                               | $24,909,332  | |
| 31 | 2015年8月2日   | ミッション:インポッシブル/ローグ・ネイション Mission: Impossible – Rogue Nation  | $55,520,089  | |
| 32 | 2015年8月9日   | ミッション:インポッシブル/ローグ・ネイション Mission: Impossible – Rogue Nation  | $28,502,372  | |
| 33 | 2015年8月16日  | ストレイト・アウタ・コンプトン Straight Outta Compton                            | $60,200,180  | - 同作品は2005年に『ウォーク・ザ・ライン/君につづく道』が記録した、 音楽を題材にした伝記映画の最高初動成績を破り、歴代1位となった。 - 同作品は2001年に『アメリカン・サマー・ストーリー』が記録した、 R-指定作品による8月の最高初動成績を破り、歴代1位となった。 |
| 34 | 2015年8月23日  | ストレイト・アウタ・コンプトン Straight Outta Compton                            | $26,364,020  | |
| 35 | 2015年8月30日  | ストレイト・アウタ・コンプトン Straight Outta Compton                            | $13,133,560  | |
| 36 | 2015年9月6日   | 祈りのちから War Room                                                            | $9,350,000   | 同作品は公開2週目にして1位となった。 |
| 37 | 2015年9月13日  | パーフェクト・ガイ The Perfect Guy                                               | $25,888,154  | |
| 38 | 2015年9月20日  | メイズ・ランナー2: 砂漠の迷宮 Maze Runner: The Scorch Trials                     | $30,316,510  | |
| 39 | 2015年9月27日  | Hotel Transylvania 2                                                             | $48,464,322  | |
| 40 | 2015年10月4日  | オデッセイ The Martian                                                           | $54,308,575  | |
| 41 | 2015年10月11日 | オデッセイ The Martian                                                           | $37,005,266  | |
| 42 | 2015年10月18日 | グースバンプス モンスターと秘密の書 Goosebumps                                   | $23,618,556  | |
| 43 | 2015年10月25日 | オデッセイ The Martian                                                           | $15,732,907  | |
| 44 | 2015年11月1日  | オデッセイ The Martian                                                           | $11,715,097  | |
| 45 | 2015年11月8日  | 007 スペクター Spectre                                                           | $70,403,148  | |
| 44 | 2015年11月15日 | 007 スペクター Spectre                                                           | $33,681,104  | |
| 46 | 2015年11月22日 | ハンガー・ゲーム FINAL: レボリューション The Hunger Games: Mockingjay – Part 2   | $102,665,981 | |
| 47 | 2015年11月29日 | ハンガー・ゲーム FINAL: レボリューション The Hunger Games: Mockingjay – Part 2   | $52,004,595  | |